# Michele Pagano

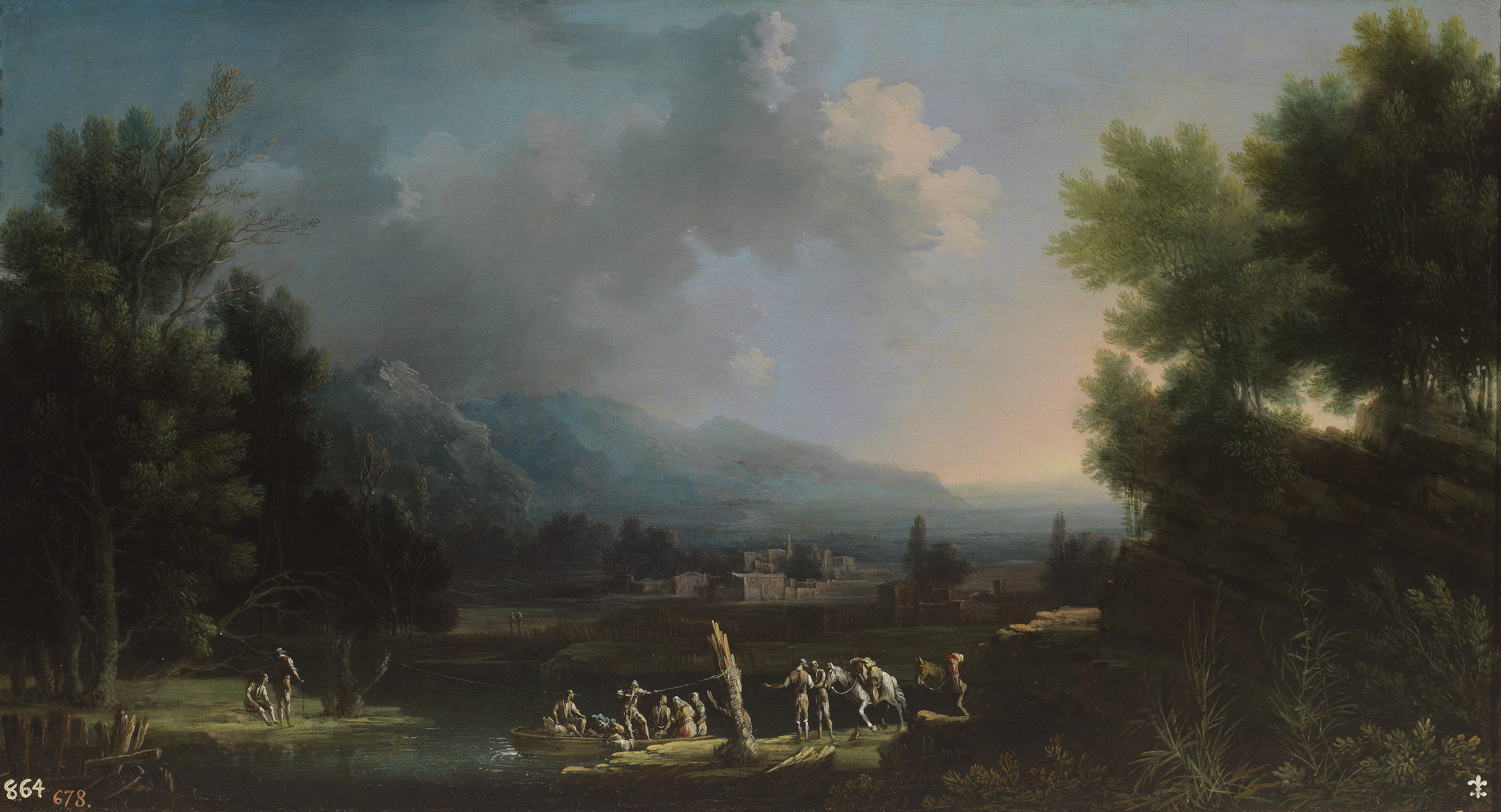
Paisaje, óleo sobre lienzo, 47 x 86 cm, Madrid, Museo del Prado.

Michele Pagano (Nápoles, 1697-1732, no antes de 1750), fue un pintor barroco italiano especializado en la pintura de paisajes.
Discípulo primero de Raimondo de Dominici, o quizá de Gaetano Martoriello, por mediación de la duquesa de Laurenzano, en cuya casa tocaba el contrabajo el padre del pintor, pasó a colocarse bajo la tutela de Bernardo de' Dominici, autor de las Vite dei Pittori, Scultori, ed Architetti Napolitani. Dominici dedicó una breve biografía a su discípulo a quien, dadas sus condiciones y tras enseñarle los preceptos de la preceptiva, puso en contacto con la pintura de Franz Joachim Beich, con cuya imitación pudo avanzar en la pintura de paisajes para alcanzar pronto gran maestría en la imitación del natural. Contaba también Dominici que, a causa de  su amistad con una «bella giovanetta» se contagió del «mal venéreo», a causa del cual falleció en 1732, con solo treinta y cinco años, tras un tratamiento con mercurio. Sin embargo, y a pesar de haberlo conocido personalmente, la información de Dominici, no siempre exacta, entra en este caso en contradicción con la existencia de obras de Pagano firmadas en fechas posteriores, documentándose la última en 1750.
Propiedad del Museo del Prado son tres paisajes de Michele Pagano, de amplios horizontes y matizadas luces, procedentes de la colección de Isabel de Farnesio, con otros dos de atribución dudosa.